# Emma Swan
Emma Swan è uno dei personaggi principali della serie televisiva statunitense di genere fantasy C’era una volta, interpretata dall’attrice Jennifer Morrison e doppiata in italiano da Stella Musy.

## Storia del personaggio
Emma nasce il 22 ottobre 1983 nella Foresta Incantata, ed è la primogenita di Biancaneve e del Principe Azzurro, nonché frutto del Vero Amore.
Non appena messa al mondo, Emma viene depositata in una teca magica dai genitori per sottrarla al Sortilegio Oscuro della Regina Cattiva, loro acerrima nemica, e trasportata sulla Terra. All’insaputa di tutti, assieme ad Emma viaggia anche il piccolo Pinocchio, tratto in salvo da suo padre Geppetto al quale ha promesso di prendersi cura di Emma e di indirizzarla sulla retta via per farle compiere il suo destino di Salvatrice che porrà fine al Sortilegio Oscuro della Regina Cattiva. Purtroppo, Pinocchio viene meno alla parola data ed abbandona Emma in un orfanotrofio, per poi partire insieme ad altri ragazzini.
Emma trascorre la sua intera infanzia e adolescenza in giro per diverse case famiglie, arrivando a pianificare più volte numerose fughe, risultate insoddisfacenti: la prima volta, una Emma bambina riesce a fuggire, ma viene avvicinata da un ragazzino poco più grande di lei (che si scoprirà essere Pinocchio nella 6ª stagione), grazie alle cui parole d’incoraggiamento si reca ad una centrale di polizia, dove si fa identificare con l’appellativo di Emma “Swan” (cigno in inglese), inerente alla fiaba de Il Brutto Anatroccolo. Successivamente, quando con la sua classe dell’orfanotrofio presenzia alla proiezione del film La Spada nella Roccia, Emma viene sorpresa da un usciere (in realtà il potente mago Merlino), che le preannuncia di non dover per nessuna ragione estrarre Excalibur dalla roccia (dettaglio spiegato poi nella 5ª stagione).
Verso i 15-16 anni, Emma conosce, durante un’altra delle sue fughe, una sua coetanea di nome Lily Paige, altresì in fuga dai servizi sociali, ma Emma scopre di essere stata raggirata da Lily, la quale è invece la figlia adottiva di una coppia, così rompe il suo legame d’amicizia con lei, nonostante la rincontri in futuro quando anche Emma verrà finalmente adottata da una famiglia. Anche stavolta, le marachelle di Lily porteranno Emma a ritornare in orfanotrofio e la ragazza taglia definitivamente i ponti con lei (la questione tra Emma e Lily verrà risolta nella 4ª stagione).
Di nuovo in casa famiglia, Emma stringe con la direttrice Ingrid (che sarebbe la Regina delle Nevi), che, nel tentativo di renderla la sua “terza sorella” (faccenda approfondita nella 4ª stagione), spinge inavvertitamente Emma a svignarsela.
Una volta maggiorenne, Emma esce dalla casa famiglia e comincia a darsi ad una vita composta da piccoli furti e spostamenti continui, fino a quando non incontra il giovane Neal Cassidy, col quale intraprende una storia amorosa e programma di trasferirsi in via definitiva a Tallahassee, ma il loro piano viene sconvolto da August Wayne Booth (l’alter-ego di Pinocchio), che convince Neal a lasciar perseguire Emma il suo percorso di Salvatrice, poiché anche Neal è a sua volta un personaggio della Foresta Incantata (la sua identità verrà svelata nella 2ª stagione). Emma viene quindi arrestata per il furto degli orologi rubati da Neal e condannata, ma al tempo stesso scopre di essere incinta. Alle 8:15 di un mattino, Emma partorisce suo figlio, ma, memore dei ricordi della sua infanzia passata senza una famiglia, decide a malincuore di dare il bambino in adozione per concedergli un’occasione migliore.
Dopo essere stata rilasciata, Emma è risoluta a rintracciare i suoi genitori biologici, ma durante le indagini s’imbatte in Cleo Fox, una cacciatrice di taglie che vorrebbe nuovamente arrestarla. Emma e Cleo avranno modo di conoscersi meglio, ma sfortunatamente Cleo rimane mortalmente ferita mentre cerca di aiutare Emma nella sua missione, perciò Emma onora la sua memoria seguendo le sue stesse orme e diventando anch’essa un’esperta cacciatrice di taglie, dotandosi inoltre di un giubbotto di pelle rosso che d’ora in poi sarà la sua “armatura” contro le ingiustizie del mondo.

### Prima stagione
Nel giorno del suo 28º compleanno, Emma riceve la visita di un bambino di 10 anni che afferma di essere suo figlio, Henry. Emma accompagna Henry nella sua città di residenza, la fittizia Storybrooke, nel Maine, dalla madre adottiva e sindaco del paese, Regina Mills (la Regina Cattiva). Regina si sente subito minacciata dalla presenza di Emma a Storybrooke e cerca in tutti i modi di allontanarla da Henry, invano. Oltretutto, a detta di Henry, pare che Storybrooke sia il luogo in cui sono reclusi gli abitanti della Foresta Incantata vittime del Sortilegio Oscuro, che vieta loro di ricordarsi delle proprie vere identità e che ha congelato nel tempo l’intera cittadina.
Inizialmente, Emma preferisce distogliere Henry dalle sue fervide fantasie, ma infine accetta di stare al suo gioco e restituisce il lieto fine a molti cittadini, e nel frattempo si trasferisce nel loft di Mary Margaret Blanchard (Biancaneve), la dolce e ingenua maestra di Henry che intratterrà una relazione segreta con David Nolan (il Principe Azzurro), già maritato.
Emma viene eletta dapprima vice dallo sceriffo Graham (il Cacciatore), col quale nascerà un’attrazione, ma poi diverrà sceriffo a tutti gli effetti dopo la morte dello stesso Graham, causata da Regina proprio quando stava iniziando a ricordarsi della sua vita passata. La presunta morte di Kathryn Nolan (la Principessa Abigail), moglie di David, e la fuoriuscita di innumerevoli prove a suo discapito, costringono Emma ad arrestare Mary Margaret per il suo omicidio. Per fortuna, Kathryn viene ritrovata viva e vegeta, in quanto si è trattato di un diabolico piano di Regina di incriminare Mary Margaret, mentre August mette piede a Storybrooke e attira le attenzioni di Emma.
August rivela ad Emma la verità sulle sue origini, ma la donna, in un primo momento, decide di lasciare la città per evitare che Henry soffra ancora, e Regina le dona una torta avvelenata alle mele per toglierla definitivamente dalla circolazione. Henry, però, mangia al posto di Emma il dolce per dimostrarle dell’esistenza della maledizione e sprofonda in un sonno eterno. A questo punto, Emma, stringendo a sé il libro delle favole di Henry “C’era una volta”, si rammemora finalmente della propria identità e, su suggerimento del signor Gold (Tremotino), scende nelle miniere di Storybrooke per affrontare la strega Malefica, tramutata sotto forma di drago sputafuoco, e recuperare la pozione del Vero Amore da poter impiegare su Henry, ma Gold se ne avvale per scopo personale, così Emma, disperata, bacia un Henry morente sulla fronte. Tuttavia, è proprio da questo gesto di Emma, ossia il Bacio del Vero Amore, rimedio a qualsiasi maleficio, che Henry si risveglia e il Sortilegio Oscuro viene spezzato, con la conseguente ripresa di coscienza degli abitanti di Storybrooke.

### Seconda stagione
Grazie ad Emma, il Sortilegio Oscuro di Regina viene infranto e i cittadini di Storybrooke possono riabbracciarsi. Mary Margaret e David non hanno però il tempo di passare del tempo con la loro ritrovata figlia Emma che quest’ultima e Mary Margaret finiscono inavvertitamente risucchiate in un portale magico diretto nella Foresta Incantata.
Madre e figlia vengono accolte dalla Principessa Aurora e dalla guerriera Mulan, con le quali s’incammineranno alla ricerca di un modo per fare ritorno a Storybrooke, ma il quartetto verrà intralciato dalla perfida Cora, potente strega e madre di Regina, e dall’affascinante quanto malvagio Killian Jones, alias Capitan Uncino, entrambi bramosi di giungere a Storybrooke per i rispettivi interessi. Dopo varie peripezie, Emma e Mary Margaret riescono a tornare a Storybrooke, così come Cora ed Uncino.
La permanenza a Storybrooke di Emma ha breve durata quando Gold pretende la riscossione di un debito non ancora saldato dalla donna, la quale è obbligata a seguirlo in un viaggio a Manhattan insieme ad Henry per intercettare Baelfire, il figlio che Gold abbandonò tanti anni prima nella Foresta Incantata. A Manhattan, Emma scopre a bocca aperta che il ragazzo in questione è il suo ex fidanzato Neal, a sua volta padre naturale di Henry. Risolte le divergenze all’interno del gruppo, Emma, Gold, Henry e Neal ritornano a Storybrooke, dove intanto Mary Margaret e David se la stanno vedendo con Regina e Cora, l’ultima delle quali verrà poi uccisa da Mary Margaret.
I guai non finiscono qui, perché Emma comincia a dubitare della buonafede di Tamara, attuale fidanzata di Neal, e infatti si verrà a sapere che la ragazza, in combutta col suo amante Greg Mendell/Owen Flynn, sta cercando di eliminare la magia da Storybrooke. Emma e Regina, unendo la loro magia, di cui è fornita anche Emma in quanto Salvatrice, riescono a sventare la distruzione della città, ma Greg e Tamara rapiscono Henry sotto il naso di tutti e lo conducono sull’Isola che non c’è.
Emma, Mary Margaret, David, Regina, Uncino e Gold s’imbarcano dunque sulla Jolly Rogers, nave del pirata, passato alla fazione dei buoni, al salvataggio di Henry.

### Terza stagione
Emma e il suo gruppo sbarcano sull’Isola che non c’è per salvare Henry dalle grinfie di Greg e Tamara, che vengono uccisi dopo averlo consegnano alla banda dei perfidi Bimbi Sperduti, capeggiati dal malefico ragazzo-demone Peter Pan, il cui obiettivo è quello di approfittare del Cuore del Vero Credente di Henry per accrescere il proprio potere e diventare immortale.
Superate le varie battaglie sull’isola, durante le quali Emma comincia a nutrire dei sentimenti verso Uncino, malgrado sia ancora innamorata di Neal, il gruppo riesce nella sua missione di salvataggio di Henry e riparte immediatamente per Storybrooke. Purtroppo, però, Peter Pan, avendo scambiato la propria anima con quella di Henry, scaglia ancora una volta il Sortilegio Oscuro di Regina su Storybrooke. Il sacrificio estremo di Gold, figlio di Pan, uccide il demone, ma il Sortilegio Oscuro avanza minacciosamente, alche Regina si vede costretta ad invertire gli effetti della maledizione originale, provocando di conseguenza la sparizione di Storybrooke e il ritorno di tutti loro nella Foresta Incantata, eccetto per Emma e Henry, ai quali Regina dona dei falsi ricordi di una vita passata insieme.
A distanza di un anno, Emma e Henry, ora abitanti di New York, vengono visitati da Uncino, che con una pozione di memoria riesce a far rinsavire Emma e a condurla a Storybrooke, generatasi da un ulteriore Sortilegio Oscuro lanciato adesso dalla Perfida Strega dell’Ovest, Zelena, vendicativa sorellastra di Regina.
Emma soffre per la morte di Neal, che è stato dapprima assorbito all’interno di Gold per essere salvato da morte certa dopo aver resuscitato il padre nella Foresta Incantata (cosa che ha fatto impazzire Gold), per poi supplicare Emma di venirne separato.
Regina addestra Emma coi suoi latenti poteri magici da Salvatrice, ma Emma li perderà inevitabilmente quando bacerà Uncino, le cui labbra erano state maledette da Zelena. Con la morte di quest'ultima per mano di Gold, il portale temporale che la strega aveva intenzione di usare per modificare il passato si apre e risucchia Emma ed Uncino, trasportandoli all’epoca del primo incontro tra Biancaneve e il Principe Azzurro nella Foresta Incantata. Da questa esperienza, Emma accetta finalmente Storybrooke come casa propria, il che ripristina la sua Magia di Luce con la quale ritorna a Storybrooke insieme ad Uncino e ad una prigioniera della Regina Cattiva che si rivelerà essere Marian, la defunta moglie di Robin Hood, nuovo fidanzato di Regina.
Inconsapevolmente, Emma e Uncino hanno riportato dal passato anche un’urna magica che libera la potente Regina Elsa del regno di Arendelle.

### Quarta Stagione
Elsa, che era intrappolata in un'urna, viene portata a Storybrooke grazie al portale del tempo. Mentre lavora con Elsa, che aiuta Emma a controllare i suoi poteri, Emma la aiuta a trovare sua sorella e tornare a casa mentre controlla la minaccia della Regina Delle Nevi, che si scopre essere stata una delle madri adottive di Emma. Alla fine Elsa ritorna ad Arendelle con la sorella Anna attraverso un portale. Dopo un periodo di pace, Emma inizia ad aiutare Regina nella sua ricerca per trovare l'autore del libro di Henry. Crudelia De Vil e Ursula arrivano presto in città per resuscitare Maleficent e lavorare con Tremontino per trovare lo stesso autore, intente a dare ai cattivi i loro lieti fine. Dopo che Crudelia De Vil minaccia di uccidere Henry, Emma la uccide, subito dopo aver appreso delle azioni dei suoi genitori di rimuovere il potenziale di oscurità di Emma inserendo la magia nera all'interno della figlia di Maleficent e della sua amica d'infanzia di Lily. Dopo che Emma torna in città, con l'incoraggiamento di Uncino, sceglie di perdonare i suoi genitori e lasciar andare via la sua rabbia. Pochi istanti prima del finale, Emma è in grado finalmente di dire ad Uncino che lo ama. Emma sceglie poi di sacrificare sé stessa per la città di Storybrooke, chiedendo ai suoi genitori e Hook di salvarla, assorbe volontariamente l'Oscurità, trasformandosi nella nuova Signora Oscura.

### Quinta stagione
Emma cerca Merlino e viene aiutata da Tremontino, che vuole insegnarle come essere la Signora Oscura, mentre Emma cerca di resistere a diventare cattiva allo stesso tempo. Qualche tempo dopo, trasforma Uncino nel nuovo Signore Oscuro per salvargli la vita. Scopre però che Gold l’ha ingannata per tutto il tempo e che lui è nuovamente il Signore Oscuro, ma riesce a recuperare Uncino grazie alla sua minaccia di dire tutto a Belle se la sua richiesta non fosse stata esaudita. Ricongiunta con Uncino, Emma decide di divedere il suo cuore per riportarlo in vita e parte con la sua famiglia e con i suoi amici alla ricerca dell’ambrosia. Emma viene contattata da Neal Cassidy, che le avvisa di tornare indietro, ma Emma sceglie di ignorarlo. Con l'aiuto dell'ex fidanzata di Uncino, Milah, Emma riesce a recuperare Hook dalla prigionia di Ade.  Tuttavia, non è in grado di dividere il suo cuore, poiché Ade ha deciso che lei, Regina e la madre resteranno lì per liberare le anime di Principe Henry, Hercules e Megara. Scoprono che l'unico modo per tornare al mondo normale è di sconfiggere Hades. Per riuscirci Ade, Emma e Hook ricevono aiuto dal fratello di Uncino, Liam;  tuttavia, viene si scopre presto che Liam li ha traditi dopo essere stati ricattati da Ade. Fortunatamente, Henry accetta di aiutare a rovinare il lavoro di Liam usando i suoi poteri come autore. Più tardi, quando Emma tenta di spezzare il suo cuore per Uncino , vengono informati da Ade che il corpo di Uncino è morto da troppo tempo ed è incapace di tornare in vita. Quando Emma e Hook entrano nelle profondità degli Inferi per trovare l'ambrosia, che potrebbe salvare Uncino, scoprono che Ade li ha ingannati e ha distrutto l'ambrosia. Uncino dice ad Emma di lasciarlo negli Inferi, poiché il tempo in cui il portale rimane aperto sta per scadere. Emma gli dice che era andata negli Inferi per salvarlo e che non se ne sarebbe andata senza di lui. Alla fine, Uncino le fa dire addio e lei lo fa, ma solo per scoprire che Ade ha intrappolato lei e la sua famiglia nella biblioteca usando la magia. Emma e Regina lavorano insieme per usare la loro magia per contrastarlo. Passano tutti attraverso il portale, e mentre Emma ripensa a lasciare Uncimo, viene persuasa ad andare da suo padre. Quando tornano a Storybrooke, Zelena viene informata da Regina e Robin che Ade ha cercato di intrappolarli negli Inferi, ma lei si arrabbia con sua sorella. Parla con Ade dicendogli di avere la vita che desidera. Tuttavia, Ade vuole un intero regno. Robin e Regina trovano Zelena e Ade e cercano di allontanare la figlia di Robin da Zelena.  Emma, ancora sconvolta e per la morte di Uncino, cerca di abbattere l'incantesimo di protezione che circonda la casa, ma Zelena usa la sua magia per fermarla. Adele sta per usare l'Olympian Crystal per "terminare" Regina, ma Robin si mette di fronte a lei, prendendo il colpo, che lo uccide. Ade cerca di convincere Zelena ad uccidere Regina, ma lei invece pugnala lui.
Prima del funerali di Robin, Emma si trova alla tomba di Uncino e piange, cercando di realizzare fatto che ora è veramente andato.  Improvvisamente, un'ondata di magia vola nell'aria, facendola inciampare. Qualcuno dietro di lei la chiama e quando si gira rimane scioccata nel vedere Uncino. Lo abbraccia felicemente, e lui le dice che Zeus lo ha rimandato come ricompensa di aver fermato Ade. Dopo averlo informato che Robin è morto, Emma decide di comunicare la notizia del ritorno di Uncino a Regina il più delicatamente possibile. Tuttavia, quando si verifica un terremoto, Uncino si precipita a vedere se Emma sta bene.  Si scopre che il terremoto è stato causato da Mr. Gold che è legato alla magia grazie a un frammento del cristallo di Olimpia. Emma lavora con Regina per trovarlo, ma più tardi Gold spiega loro che Henry ha usato il potere del suo Autore per rubare il cristallo e distruggere la magia. Entrambi seguono Henry a New York, dove si scopre che Gold ha recuperato il cristallo. Allo stesso tempo, Hook, David, Snow e Zelena vengono accidentalmente risucchiati in un altro regno.  Henry riesce a distruggere la magia ma viene poi convinto dal drago ad avere abbastanza credenza per ricaricare il cristallo. Il piano funziona e tutti ritornano a casa. Una volta tornati a Storybrooke, Emma condivide un bacio appassionato con Hook.

### Sesta stagione
In passato, Aladino, un "Salvatore", viene schernito da Jafar dell'inevitabile rovina di tutti i Salvatori. A Storybrooke, i rifugiati arrivano dalla terra delle storie non raccontate. Emma sperimenta tremori e visioni;  un Hyde arrestato la aiuta a ricevere la visione di un oracolo di una figura incappucciata che la uccide.  Guidato da Morfeo, Gold entra nei sogni di Belle per sollevare la maledizione del sonno;  cerca di rinnovare il loro amore, ma lei lo rifiuta.  Le visioni della morte di Emma la turbano, poiché mette in dubbio il suo futuro con Killian, e dopo averlo visto intrattenere la figlia di Ashley, gli chiede di trasferirsi da lei.
Emma scopre che la spada può uccidere la Regina cattiva senza ferire Regina. La Regina ruba la lampada e augura ad Emma una realtà alternativa in cui lei non è mai stata la Salvatrice;  Regina la segue. Nel "regno dei desideri", Emma vive come una principessa finché Regina non ripristina traumaticamente la sua memoria. Regina libera Tremontino in cambio di un fagiolo magico, ma il portale di Storybrooke si chiude mentre Regina è distratta dall'apparizione di Robin Hood.
Nel 1990, in Minnesota, una giovane Emma viene informata da un adolescente che ha il potere di cambiare il suo destino.  Al giorno d'oggi, dopo aver perso la strada per uscire dal regno dei Desideri, Emma e Regina trovano un'altra opzione per la fuga quando incontrano August, che accetta di contribuire a creare un nuovo portale. Emma scopre che August era l'adolescente che ha incontrato in Minnesota e lo ispira a completare il portale. Emma, Regina e Robin ritornano a Storybrooke, dove Gedeone spiega a Gold e Belle la sua intenzione di uccidere Emma in modo che possa acquisire i suoi poteri salvifici e uccidere la Fata Nera, facendo però arrabbiare David e Belle. Emma e Gedeone si incontrano per la battaglia, ed Emma sopravvive, scegliendo il proprio destino e Gedeone si ritira. Dopo aver sconfitto momentaneamente il ragazzo, Emma sposa Uncino ma la felicità del momento è rovinata dal segreto che nasconde l'uomo: lui ha ucciso il suo nonno paterno. Emma e Uncino si separano, ma la donna viene a conoscenza del fatto che l'uomo è stato esiliato da Storybrooke da Gedeone. Per riaverlo indietro Emma si allea con il suo nemico e gli promette che lo avrebbe aiutato a sconfiggere la Fata Nera, ma viene poi tradita da lui e rischia di morire. In seguito riesce a riunirsi con Uncino ma il giorno del suo matrimonio, la Fata Nera lo interrompe e scaglia una maledizione. Nella nuova maledizione Emma è rinchiusa in un manicomio, gli abitanti di Storybrooke (tranne Mr Fold e Gedeone) sono ritornati nella Foresta Incantata ed Henry tenta di aiutarla in tutti i modi. Riacquisisce tutti i ricordi dopo la morte della Fata Nera e si appresta a sconfiggere Gedeone ed è proprio grazie al suo sacrificio che salva tutti, ma la sua vita viene salvata grazie al bacio del Vero Amore di Henry. Alla fine la vediamo tornare nel suo ruolo di sceriffo e riprendere la sua vita normale insieme ad Uncino.

### Settima stagione
Nella settima stagione ha una figlia con Uncino, Hope, e partecipa alla cerimonia di incoronazione di “Regina Buona” di Regina.

## Sviluppo e casting
All’inizio della creazione del personaggio, il nome di Emma era Anna e aveva tre figli. Nella sceneggiatura originale del primo episodio, viene descritta come "Alla fine dei suoi 20’. Bella, con una grande forza dietro le caratteristiche classiche, ma non a suo agio nella sua pelle”.
L’attrice Katee Sackhoff ha fatto un'audizione cinque volte per il ruolo di Emma, ma secondo lei i produttori volevano davvero che Morrison recitasse la parte e lei ha preferito accettare un ruolo nella serie televisiva Longmire. Alla fine, Morrison è stata scelta per la parte di Emma. Morrison ha affermato che Emma è vagamente basata sulla fiaba de Il brutto anatroccolo e che il cognome di Emma, Swan, deriva da questa fiaba. Secondo i creatori della serie, il cognome Swan è "un nome molto simbolico e fiabesco ed è giusto per lei e per il viaggio che stiamo creando per Emma".
Dopo che Emma è diventata la Signora Oscura alla fine della quarta stagione della serie, Morrison iniziò a fare ricerche con libri di mitologia e vecchi libri di fiabe, oltre a ripercorrere la storia dei cigni e l'etimologia di "Swan" per prepararsi a questa nuova caratteristica del suo personaggio. Secondo Morrison, è stata una grande opportunità per lei interpretare un cattivo e le è risultato difficile interpretare un personaggio che è in continua evoluzione.

## Accoglienza
Jennifer Morrison è stata lodata per la sua interpretazione di Emma. In una recensione del St. Louis Post-Dispatch, il critico televisivo Gail Pennington ha dato voti alti alla Morrison. Mary McNamara del Los Angeles Times ha dato eccellenti recensioni al personaggio di Morrison: "La sua Emma è una principessa cinica e pungente ma è forte e vivace abbastanza da conquistare il pubblico". TVLive ha affermato sul personaggio: "Morrison fa un buon lavoro nel rispecchiare l'incredulità dello spettatore di questo dilemma fantastico - ed Emma sembra che potrebbe diventare un degno avversario per Regina". Anche Daniel Fienberg ha elogiato l’attrice  mentre, tra recensioni meno favorevoli, Matthew Gilbert del The Boston Globe non è rimasto entusiasta di Morrison e ha chiamato la sua interpretazione "di legno".
Diversi blog femministi sono rimasti soddisfatti della serie per il suo tocco femminista sulle fiabe e grazie a Emma come forte protagonista femminile. Genie Leslie di Feministing ha commentato che Emma è una "ca*zuta", e le è piaciuto il modo in cui Emma è molto determinata dal fatto che le donne fossero in grado di prendere decisioni sulla loro vita e sui loro figli. Natalie Wilson di Ms. ha elogiato la serie per avere una forte e “culminante” protagonista femminile, e per aver affrontato l'idea di ciò che rende madre in una maniera più sfumata.